# HMS Manxman (M70)
HMS Manxman (M70) là một tàu rải mìn lớp Abdiel được Hải quân Hoàng gia Anh Quốc chế tạo trong Chiến tranh Thế giới thứ hai. Nó đã sống sót qua chiến tranh và chỉ bị tháo dỡ vào năm 1973.

## Lịch sử hoạt động

### Chiến tranh Thế giới thứ hai
Được đưa ra hoạt động vào ngày 7 tháng 6 năm 1941, nhiệm vụ đầu tiên của Manxman là chuyển giao thủy lôi đến Murmansk; sau đó nó được chuyển sang Địa Trung Hải, nơi nó được sử dụng vào việc tiếp tế cho Malta. Đến tháng 8 nó tham gia chiến dịch Mincemeat, bao gồm việc rải mìn vịnh Genoa trong khi ngụy trang như là con tàu Pháp Leopard. Từ tháng 10 năm 1941 đến tháng 2 năm 1942, Manxman quay trở lại Hạm đội Nhà và tham gia một số chiến dịch rải mìn tại Bắc Hải và eo biển Anh Quốc. Đến tháng 3, nó gia nhập Hạm đội Đông tại Kilindini thuộc Ấn Độ Dương. Sau các hoạt động tuần tra và hộ tống tại đây, vào ngày 8 tháng 10, nó tham gia tấn công và chiếm đóng đảo Noise Be về phía Bắc bờ biển phía Tây của Madagascar, vốn do lực lượng Vichy Pháp chiếm đóng.
Lại chuyển sang Địa Trung Hải, Manxman được gửi đi cung cấp tiếp liệu cho Malta, tiếp nối bằng hoạt động rải mìn tại eo biển Sicilia. Vào ngày 1 tháng 12, trong khi di chuyển từ Algiers đến Gibraltar, nó trúng ngư lôi phóng từ tàu ngầm Đức U-375 ở tọa độ 36°39′B 0°15′Đ / 36,65°B 0,25°Đ và bị hư hại nặng. Sau khi được sửa chữa khẩn cấp tại Oran và Gibraltar, nó quay trở về Newcastle-upon-Tyne để sửa chữa toàn diện.
Manxman tái hoạt động vào ngày 10 tháng 4 năm 1945 và sẵn sàng để gia nhập Hạm đội Thái Bình Dương. Nó đi đến Geelong không lâu sau khi Nhật Bản đầu hàng và được sử dụng trong nhiệm vụ hồi hương và tiếp liệu.

### Sau chiến tranh
Quay trở về Anh Quốc vào tháng 6 năm 1946, nó lại phục vụ cùng Hạm đội Thái Bình Dương trước khi gia nhập Hạm đội Dự bị tại Sheerness. Sau một đợt tái trang bị, Manxman tham gia Hạm đội Địa Trung Hải vào năm 1951. Vào năm 1953, nó xuất hiện trong phim Sailor of the King như là chiếc tàu tuần dương Đức Essen. Vào năm 1956, nó được bố trí như là sở chỉ huy cho vụ khủng hoảng kênh đào Suez. Sau khi trải qua một giai đoạn dự bị tại Malta và hai đợt tái trang bị, nó tái hoạt động vào năm 1963 như là tàu hỗ trợ quét mìn đặt căn cứ tại Singapore. Quay trở về Anh vào năm 1968, Manxman được sử dụng trong việc huấn luyện kỹ thuật tại Devonport; và sau một vụ hỏa hoạn, nó được chuyển sang lực lượng dự bị tại xưởng tàu Chatham trước khi bị tháo dỡ tại Newport vào năm 1973.

## Tên gọi
Trong tiếng Anh, Manxman dùng để chỉ một cư dân của đảo Man.